# Steinunn Refsdóttir
Steinunn Refsdóttir (n. 1000) fue una escaldo de Islandia a finales del siglo X. Según Íslendingabók (saga de Kristni), Steinunn era esposa de Gestur Bjarnason de Hofgarður, hijo de Bjarni Hrolfsson, y descendiente de una poderosa familia de goðar en Gnupadalur, y también era madre del escaldo Hofgarða-Refr Gestsson. Era hija de Refur el Grande (danés: Ræv den Store; nórdico antiguo: Refr hinn mikill) y Finna Skaftadottir.
La saga de Njál (102) relata su manifiesto pagano a Þangbrandr, un misionero enviado a Islandia por el rey Olaf Tryggvason, intentando demostrar que la superioridad de Thor sobre Jesucristo:
Has escuchado —dijo ella, como Thor ha retado a Cristo en combate singular, ¿y ahora no se atreve a luchar contra Thor?.
Para esa ocasión compuso dos estrofas lausavísur donde se atribuye el fracaso de Þangbrandr frente a Thor. Steinunn es uno de los pocos testimonios de poesía escáldica compuesto por una mujer que ha sobrevivido hasta hoy. Su obra también se conserva en la saga de Kristni (9) y Óláfs saga Tryggvasonar en mesta (216).